# Heinz Gelberg
Heinz Joseph Gelberg (nacido el 3 de marzo de 1924 en Hamburgo ) es un político alemán.
Heinz Joseph Gelberg nació en una familia de orientación socialdemócrata. Era hijo del comerciante Alfred Gelberg (1895–1969) y de Jeanette Oljenick (1896–    ), y tenía una hermana mayor, llamada Inge Gelberg. A partir de 1934 asistió a la Escuela Talmud Torá en Hamburgo. En mayo de 1938, debido a la situación política, la familia emigró a Argentina. En ese país, Gelberg comenzó una formación en fotografía y, desde 1943, se capacitó como electricista naval.
Con la caída del Nazismo Gelberg volvió a establecerse en Hamburgo, donde ejerció como electricista. En 1961 asumió el cargo de secretario responsable de asuntos jurídicos en el Sindicato de Servicios Públicos, Transporte y Tráfico (ÖTV).
En 1955 se afilió al Partido Socialdemócrata de Alemania (SPD) y, dos años más tarde, fue elegido para integrar una asamblea distrital en Hamburgo. En 1966 obtuvo un escaño en la sexta legislatura del Parlamento de Hamburgo (Hamburgische Bürgerschaft), donde fue reelegido en 1970. Su mandato concluyó anticipadamente en 1972.
En cuanto a su familia, Heinz Joseph Gelberg contrajo matrimonio en dos ocasiones y tuvo dos hijos: Alfredo Gelberg y Enrique Emilio Gelberg. Además, fue abuelo de varios nietos, entre ellos Guillermo Pablo Gelberg y Erika Paula Gelberg.